# Evelio Droz
Pour les articles homonymes, voir Droz.
Evelio Droz, né le 10 mai 1937 à San Juan (Porto Rico) et mort le 26 juillet 2025, est un joueur portoricain de basket-ball actif de 1957 à 1970.

## Biographie
Evelio Droz Ramos naît à San Juan (Porto Rico) le 10 mai 1937. 

### Carrière
Evelio Droz mesure 1,90 m et il joue comme  attaquant, il est surnommé « El Potro ». Il effectue toute sa carrière professionnelle pour les Vaqueros de Bayamón dans le Baloncesto Superior Nacional (BSN), de 1957 à 1970. 
Pendant 14 saisons, il obtient une moyenne d'environ 13,4 points par match et est reconnu pour son dévouement et son leadership. Il participe à trois séries finales avec les Cowboys et contribue aux championnats de 1967 et 1969.

### International
Evelio Droz représente Porto Rico dans l'équipe nationale et participe aux Jeux olympiques de Rome en 1960 et à ceux  de Tokyo en 1964, où Porto Rico atteint la quatrième place. Il remporte aussi des médailles aux Jeux panaméricains et aux Jeux d'Amérique centrale et des Caraïbes, et apparaît comme l'un des leaders du but lors de la saison 1959 du BSN avec 409 points en 21 matchs. Il participe aussi à la Coupe du monde de basket-ball en 1959 et 1963.

### Mort
Evelio Droz meurt à l'âge de 88 ans le 26 juillet 2025.

## Palmarès
- Finaliste des Jeux panaméricains de 1959
- 3e des Jeux panaméricains de 1963